# 水田福德宮

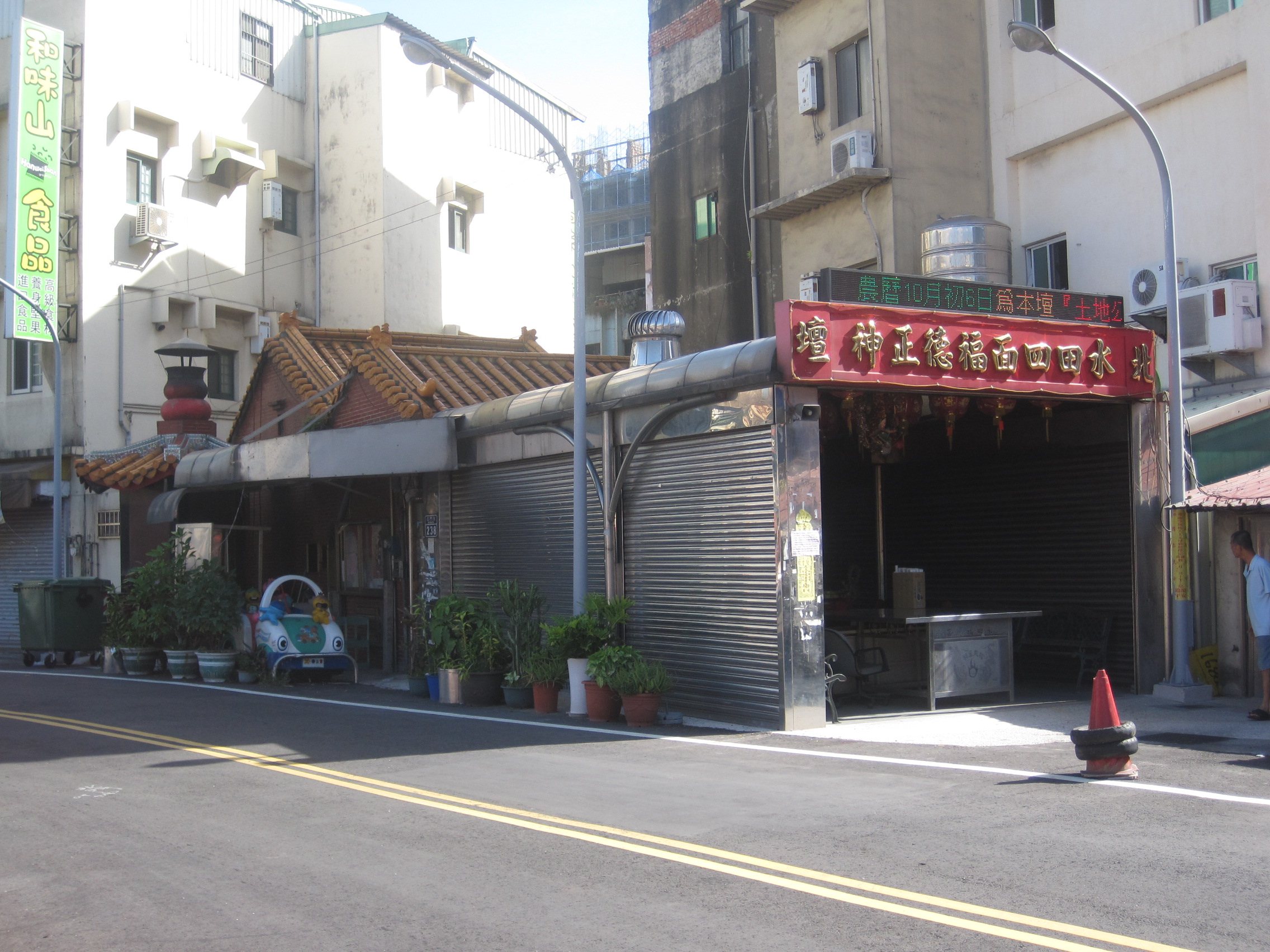
水田福德宮

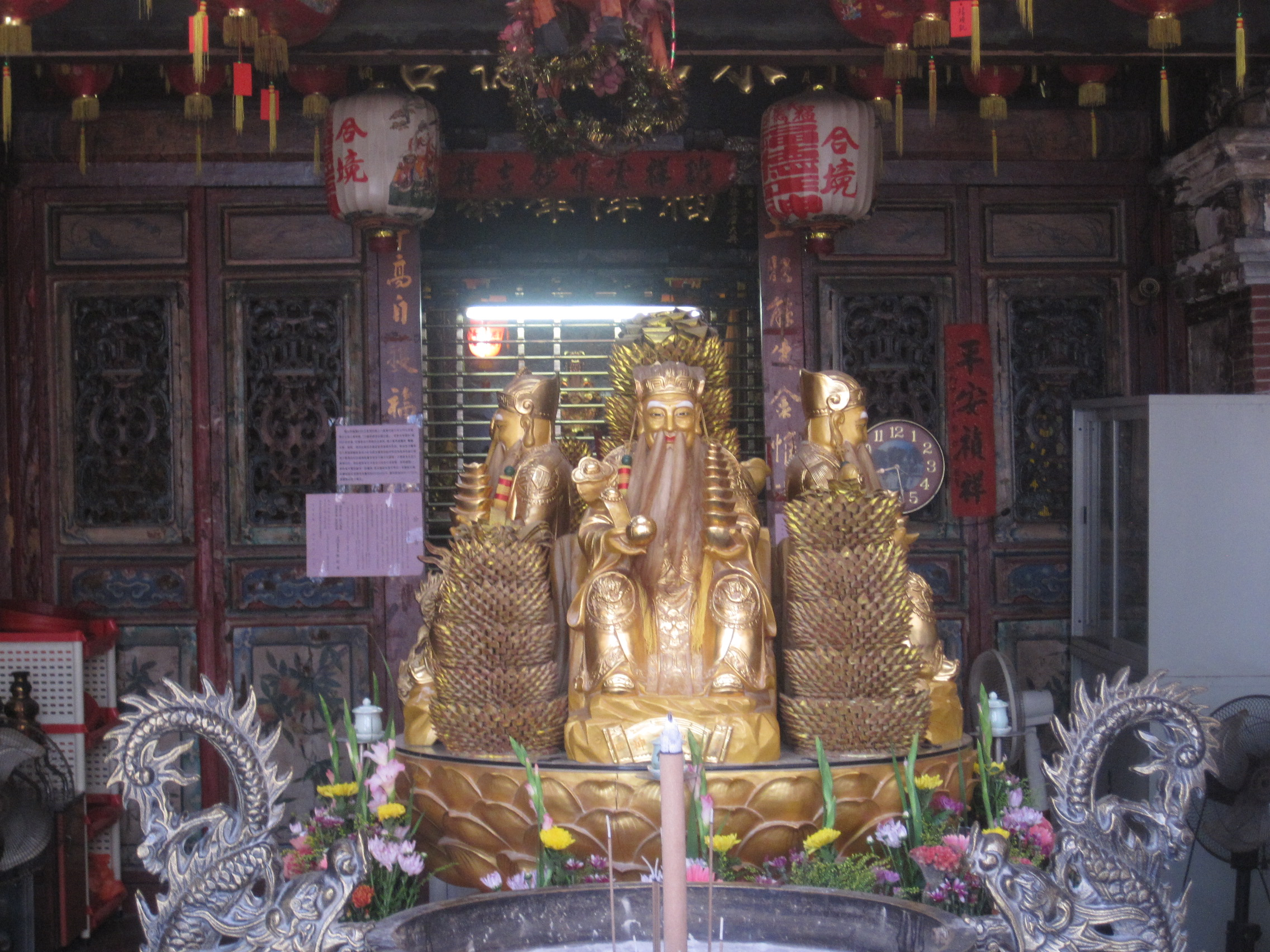
水田福德宮神像

北壇水田福德宮位於臺灣新竹市北區鄭氏家廟對面，創建於清朝年間，鎮殿主神是福德正神，供奉有全臺罕見的四面土地公神像。 每年農曆七月初一的鬼門開時，同位於北區的城隍廟會舉行「夯枷祈福儀式」，城隍廟的陰陽司公繞境時，會駐駕在「北壇驛館」半個月，聽取衆位福德正神彙報陽間民情，至七月十五才返回城隍廟，陰陽司公駐駕的「北壇驛館」也就是「水田福德宮」。 福德宮過去因錯過中華民國國民政府開放寺廟登記的時機，土地被國有財產局列爲國有土地，所以每年必須賠償佔用公家地的高額補償費。

## 北壇原由
清代台灣有城圍的都市，在南北門的地方，常設有南壇、北壇，做為大陸來台官吏身故停放處。

## 另見
- 新竹都城隍廟（開鬼門）
- 新竹東寧宮（封鬼門）
- 新竹大眾廟（東壇、南壇）